# 高松市立川島小学校
高松市立川島小学校（たかまつしりつ かわしましょうがっこう）は、香川県高松市川島東町にある市立小学校。

## 概要
高松市の南東部、川島地区に位置する小学校である。

## 学校データ
- 児童数：513人（2012年度[1]）
- 児童愛称：川島っ子

学校施設（2011年5月1日時点）
- 普通教室：23教室
- 特別教室：9教室
- 校舎面積：4867m2
- 体育館面積：883m2

服装規定
- 制服：あり（通年必用）
- 防寒着：不明

## 歴史

### 年表
- 1893年（明治26年）2月 - 坂元尋常小学校、上田井分校、高野分校を統合し、坂ノ上尋常小学校として設立。
- 1908年（明治41年）4月1日 - 高等科を設置。坂ノ上村立坂ノ上尋常高等小学校と改称。
- 1922年（大正11年）4月1日 - 川島町立川島尋常高等小学校と改称。
- 1941年（昭和16年）4月1日 - 川島町立川島国民学校と改称。
- 1947年（昭和22年）4月1日 - 川島町立川島小学校と改称。
- 1955年（昭和30年）4月1日 - 山田町立川島小学校と改称。
- 1960年（昭和35年）7月 - プール竣工。
- 1966年（昭和41年）7月1日 - 高松市立川島小学校と改称。
- 2004年（平成16年）4月1日 - 高松市立小中学校全校で3学期制を廃して2学期制を導入。
- 2013年（平成25年）4月1日 - 高松市立小中学校全校で3学期制に移行。

### 全校児童数の推移
川島小学校の児童数は年々減少している。
- 1999年度：687人
- 2000年度：712人（+25人）
- 2001年度：730人（+18人）
- 2002年度：720人（-104人）
- 2003年度：714人（-6人）
- 2004年度：703人（-11人）
- 2005年度：705人（+2人）
- 2006年度：706人（+1人）
- 2007年度：681人（-25人）
- 2008年度：646人（-35人）
- 2009年度：631人（-15人）
- 2010年度：619人（-12人）
- 2011年度：566人（-53人）
- 2012年度：513人（-53人）

## 教育目標
自ら考え主体的に判断し正しく行動できる、心豊かでたくましい児童を育てる
児童像
- しっかり学び子
- しっかり遊び子
- しっかり働く子

## 通学区域
通学区域は高松市川島地区の全域並びに西植田地区の一部。
- 高松市
  - 川島本町
  - 川島東町
  - 由良町
  - 池田町（1番地～663番地、1192番地～1201番地、1271番地～1363番地）

## 進学先中学校
- 高松市立山田中学校

## 校区内の主な施設
- 由良山
- 高松市役所山田支所
- マルナカ川島店

## 交通
- ことでんバスサンメッセ・川島・西植田線 川島小学校前バス停より徒歩2分（0.2km）